# Ayako
Ayako (яп. 奇子) — манґа Осаму Тедзуки. Публікувалася в журналі Big Comic видавництва Shogakukan у 1972-73 роки.
Історія розповідає про сім'ю японських поміщиків Тенґе, які після Другої світової війни змушені долати економічну та сімейну напругу, поки країна перебуває на стадії відбудови.

## Сюжет
Джіро Тенґе, один зі старших синів помірно заможної родини Тенґе, став агентом, що працює на Сполучені Штати, і його таємні вбивства розкриває Аяко Тенґе, його молодша сестра. Проблема ускладнюється тим, що вона дізнається про жахливі інцестні зв'язки у власній родині: дружина її старшого брата (прийомного сина Сакуемона Тенґе) насправді є її матір'ю, яка змушена часто займатися сексом з батьком Аяко. Щоб приховати ці таємниці, родина — під тиском Сакуемона та його старшого сина Ічіро — вирішує замкнути Аяко в підвалі до кінця її життя.
Незважаючи на зусилля матері та молодшого брата Шіро, вона живе майже два десятки років під будинком родини, в той час як над нею відбуваються великі політичні та соціальні зміни. Аяко врешті-решт залишає підвал, перетворившись на красиву і привабливу жінку, і шукає прихильності інших, залишаючись наляканою зовнішнім світом. Це запускає ланцюгову реакцію подій, що призводить до трагедії для сім'ї Тенґе.

## Персонажі
Аяко Тенґе: 4 роки, головна героїня, народжена від стосунків Сакуемона, родоначальника сім’ї, з невісткою Сью.
Джіро Тенґе: другий син, під час Тихоокеанської війни був захоплений у полон і утримувався в таборі для військовополонених у Манілі. Зрадив товаришів, продавшись американцям, щоб вижити.
Сакуемон Тенґе: 52 роки, патріарх родини Тенґе, авторитарний і гордовитий. Великий землевласник, втратив багато своїх володінь через страйки профспілок і аграрну реформу, запроваджену окупаційною владою.
Іба Тенґе: 51 рік, покірна дружина Сакуемона, не має сили протистояти жорстокості чоловіка.
Ічіро Тенґе: 27 років, старший син у родині Тенґе, розрахунковий і безпринципний. Не вагається послати свою дружину до ліжка батька в обмін на обіцянки про спадщину.
Сью Тенґе: 23 роки, дружина Ічіро й біологічна мати Аяко. Також покірна чоловікові, неодноразово намагається вчинити самогубство.
Наоко Тенґе: 18 років, старша сестра Аяко, навчається у старшій школі. Вона була таємно заручена з чоловіком, якого Джіро покинув на залізничній колії. Її позбавляють спадщини, коли Сакуемон дізнається, що вона комуністка.
Шіро Тенґе: 12 років, наймолодший син у родині Тенґе. Не вагається стати на бік Наоко й Аяко.
Орьо: проста служниця, що працює в родині Тенґе. Разом із Шіро є єдиною справжньою подругою Аяко. Її вбиває Джіро за те, що вона прала заплямовану кров'ю сорочку — доказ його участі у вбивстві профспілкового активіста.
Гета: комісар поліції, який веде розслідування щодо тіла, знайденого на залізничних коліях у Токіо.
Танума: поліцейський інспектор, колишній начальник Гети, розслідує справу про труп, знайдений на коліях у Йодо-яма.

## Зв'язок з історією Японії
Хоча історія в манзі подана в художній формі, її історичний контекст залишається близьким до реальності. Відбудова країни відбувалася ціною численних змін, нав'язаних Сполученими Штатами під керівництвом Дугласа Макартура. Японське суспільство зазнало глибоких трансформацій, зокрема — через аграрну реформу, про яку йдеться в сюжеті.
Персонаж на ім’я Шімокава, який очолює Національну залізничну компанію Японії і якого знаходять мертвим на залізничній колії, збитого потягом, після того як він відмовився реалізовувати масштабний план звільнень, натхненний реальною постаттю: Саданорі Шімояма у 1949 році став першим президентом Японських національних залізниць, і його смерть відбулася за аналогічних обставин, які так і не були остаточно з'ясовані.

## Сприйняття
Манґа була номінована на Міжнародному фестивалі коміксів в Ангулемі 2004 року в категорії «Спадщина». ЇЇ американське видання увійшло до числа номінантів на премію Айснера 2011 року в категорії «Найкраще американське видання міжнародних матеріалів — Азія».
Карло Сантос з Anime News Network відзначає силу сюжету й художньої майстерності Тедзуки: від трагічної долі головної героїні, яка провела двадцять років у підвалі, до численних персонажів, охоплених жагою влади, грошей чи помсти. Візуальні метафори, деталізовані пейзажі та динамічні сцени дії лише підсилюють емоційний ефект, а загальний розмах твору критик порівнює з «Божественною комедією» Данте. Водночас він застерігає, що манґа часто переходить межу жорстокості, зображуючи знущання над персонажами — особливо жінками — майже як порно з тортурами. Фінал, на його думку, втрачає фокус і надто швидко розриває сюжетні лінії, а спроба «поетичної справедливості» виглядає спрощеною. Попри це, Сантос вважає Ayako одним із найсильніших творів автора за силою оповіді та візуальним втіленням і ставить йому оцінку A-.